# Les Sept Péchés capitaux (film, 1962)
Pour les articles homonymes, voir Les Sept Péchés capitaux.
Pour plus de détails, voir Fiche technique et Distribution.
Les Sept Péchés capitaux est un film à sketches français réalisé par sept cinéastes distincts proches de la Nouvelle Vague, sorti en 1962.

## Synopsis
Chaque sketch, réalisé par un jeune cinéaste proche de la Nouvelle Vague, illustre de façon humoristique un péché capital.
1. La Colère : la colère s'empare d'un homme qui a trouvé une mouche dans le potage dominical. Elle se répand à travers son quartier, sa ville, son pays et bientôt le monde entier, la dernière image étant celle d'une guerre nucléaire totale...
2. L'Envie : Rosette est serveuse. Envieuse de l'actrice Rita Gerly, elle fait tout pour séduire  l'amant de celle-ci. Quelque temps après, ayant réalisé ses ambitions, elle revient comme cliente dans l'auberge, manifestant au bras de son nouvel amant son manque d'enthousiasme pour la nouvelle situation qu'elle a acquise par pure envie...
3. La Paresse : Eddie Constantine est abordé par une starlette qui l'emmène chez elle avec des intentions bien affirmées. Mais la paresse du héros est telle que la morale sera sauve.
4. La Luxure : Paul et Bernard cherchent dans les reproductions du « Jardin des délices » de Jérôme Bosch, une définition de la luxure. Bernard se souvient de son enfance, où il confondait la luxure et le luxe.
5. L'Orgueil : une femme trompe son mari et s'apprête à partir loin avec son amant mais découvre que son mari a une maîtresse : piquée au vif dans son orgueil elle décide, également par orgueil, de rester auprès de son mari pour le dominer.
6. La Gourmandise : Valentin part assister à l'enterrement de son père mort d'une indigestion, mais ses agapes successives en cours de route le feront arriver en retard à l'enterrement et au repas qui suit.
7. L'Avarice : un groupe de polytechniciens rêve d'une nuit d'amour avec Suzon, dont les tarifs sont vertigineux. Pour réunir la somme nécessaire, ils organisent une loterie qui profitera à l'heureux gagnant.

## Fiche technique
- Réalisation : Sylvain Dhomme et Max Douy (1), Édouard Molinaro (2), Jean-Luc Godard (3), Jacques Demy (4), Roger Vadim (5),  Philippe de Broca (6), Claude Chabrol (7)
- Scénario : Eugène Ionesco (1), Jean-Luc Godard (3), Jacques Demy et Roger Peyrefitte (4), Félicien Marceau (5, 7), Daniel Boulanger (6), Claude Chabrol (7)
- Dialogues : Félicien Marceau, Daniel Boulanger
- Décors : Max Douy, Bernard Evein
- Assistant réalisateur : Charles Bitsch
- Photographie : , Jean Penzer (1,6), Louis Miaille (2), Henri Decaë (3, 4, 5), Giovanni Pucci (6), Jean Rabier (7)
- Monteur : Jacques Gaillard, Jean Feyte
- Musique : Michel Legrand,  Sacha Distel (5), Pierre Jansen (7)
- Production : Jean Lavie, Claude Mauriac, Tonio Suné
- Société de production : Les Films Gibé, Franco-London Films, Titanus
- Société de distribution : Pathé Productions
- Format : Noir et blanc - 35 mm - 2,35:1 (Dyaliscope) - Son mono
- Durée : 113 minutes
- Genre : Comédie à sketches
- Date de sortie : 
  - France : 7 mars 1962

## Distribution
La Colère :
- Dominique Paturel : le mari
- Marie-José Nat : la jeune femme
- Perrette Pradier : la speakerine
- Nane Germon : une dame au café
- Jean-Marc Tennberg : le gendarme
- Claude Mansard : l'homme à la pipe
- Henri Guégan : un bagarreur

L'Envie :
- Claudine Auger : la nouvelle servante
- Paulette Dubost : Mme Jasmin
- Claude Brasseur : Riri
- Jacques Monod : M. Jasmin
- Dany Saval : Rosette, la servante
- Jean Murat : M. Duchemin
- Geneviève Casile : Rita Gerly, l'actrice
- Paul Demange : M. Verdier
- Yves Gabrielli
- Gilles Guillot
- France Anglade
- Colette Dorsay

La Paresse :
- Eddie Constantine : lui-même
- Nicole Mirel : la starlette

La Luxure :
- Jean-Louis Trintignant : Bernard
- Jean Desailly : le père de Bernard
- Laurent Terzieff : Paul
- Nicole Berger
- Micheline Presle : la mère

L'Orgueil :
- Jean-Pierre Aumont : le mari
- Marina Vlady : Catherine
- Sami Frey : l'amant
- Michèle Girardon : la maîtresse
- Berthe Granval : une vendeuse
- Max Montavon : Henri, un employé

La Gourmandise  :
- Paul Préboist : Alphonse, le facteur
- Henri Virlogeux : Antonin
- Georges Wilson : Valentin
- Marcelle Arnold : l'épouse de Valentin
- Magdeleine Bérubet : la belle-mère
- Albert Michel : le « Suisse » à l'église

L'Avarice :
- Danièle Barraud : Suzon
- Jeanne Pèrez : la vestiaire
- Claude Berri : André
- Jean-Claude Brialy : Arthur
- Jean-Pierre Cassel : Raymond
- Claude Rich: Armand
- Jacques Charrier : Antoine
- Claude Chabrol : le pharmacien
- Sacha Briquet : Harry
- Jean-Claude Massoulier : Pierre
- André Jocelyn : Yvan
- Bernard Papineau : Albert
- Michel Benoist : Georges
- André Chanal : Jacques
- Serge Bento : Jean